# Valea Largă
Valea Largă (in passato Ţicud, in ungherese Mezőceked) è un comune della Romania di 3256 abitanti, ubicato nel distretto di Mureș, nella regione storica della Transilvania. 
Il comune è formato dall'unione di 9 villaggi: Grădini, Mălăești, Poduri, Valea Frăției, Valea Glodului, Valea Largă, Valea Pădurii, Valea Șurii, Valea Urieșului.